# Коста Мерлата (Бриндизи)
Коста Мерлата (итал. Costa Merlata) је насеље у Италији у округу Бриндизи, региону Апулија.
Према процени из 2011. у насељу је живело 30 становника. Насеље се налази на надморској висини од 11 м.